# Teatr Mandala
Teatr Mandala – teatr założony w 1983 roku, w Krakowie. Zespół teatru od początku istnienia stanowiła grupa międzynarodowych aktorów oraz absolwentów krakowskich uczelni artystycznych pracujących pod kierunkiem Katarzyny Deszcz i Andrzeja Sadowskiego.
W 1987 roku zostało powołane do istnienia przez członków zespołu własne centrum poszukiwań teatralnych, gdzie z udziałem polskich i zagranicznych artystów prezentowano nowe kierunki w sztuce teatru. W ciągu 10 lat w teatrze prowadzone były różnego rodzaju eksperymenty artystyczne inspirowane współczesnymi trendami w dziedzinie teatru i tańca jak również orientalnymi technikami teatralnymi. Po zakończeniu okresu eksperymentów i poszukiwań, czyli „okresu mandalicznego” (1982 – 92), została podjęta decyzja przez członków zespołu o zamknięciu teatru w dotychczasowej formie. Na to miejsce powołano Stowarzyszenia Mandala. Od 1993 roku zmieniono administracyjny zespół teatru oraz cały system organizacyjny. Zrezygnowano z utrzymywania stałej siedziby oraz stałego zespołu artystycznego. Podjęto współpracę impresaryjną z wieloma artystami. Prace w ramach powstałego stowarzyszenia prowadzono w kilku podzespołach artystycznych (Deszcz/Sadowski & Mandala Kompany, Mala Performance Group, Sadek).
Od 1995 roku Stowarzyszenie Mandala rozpoczęło stałą współpracę z londyńskim zespołem Scarlet Theatre oraz innymi teatrami londyńskimi. Swoje spektakle Teatr i później Stowarzyszenie Mandala prezentowały na setkach scen dramatycznych w 35 krajach świata.
Stowarzyszenie Mandala zostało rozwiązane w marcu 2003 roku.

## Spektakle
- Bo czyż pod stołem, który nas dzieli nie trzymamy się wszyscy tajnie za ręce? (1983)
- Książę Niezłomny (1983)
- Skrócona historia plemienia, którego imienia już dawno nie pamiętam (1984)
- Rozbita szyba (1984)
- Cyrk znowu (1986)
- Kiss me, kiss me (1986)
- Die blutende Rose (1986)
- Rok 1807 (1987)
- Ckliwa historia (1987)
- Z byle powodu (1988)
- Szalony Cyrk dr Frankensteina (1988)
- Nekrolog (1989)
- Trafficco (1990)
- Silent (1990)
- Czy w krainie prawdziwych śniegów nie ma kurzu? (1991)
- HM/HM  (1991)
- Rudymenta (1992)
- Opowieści gargantuiczne (1994)
- Siostry (1995)
- Asche (1995)
- Księga Raju (1996)
- Gracze (1996)
- Zdarzyło się to pewnego dnia (1997)
- Wiśniowy sad (1997)
- Threetwoone 2 (1997)
- Ckliwa historia 2 (1997)
- Trans-Atlantyk (1997)
- Sadek/Sadek (1997)
- Wewnętrzny świat Damarowa (1998)
- Pomiędzy (2001)
- Szatan Szatanowi nierówny (2001)
- Zero (2003)